# کربونیتا
کربونیتا (به پرتغالی: Carbonita) یک منطقهٔ مسکونی در برزیل است که در میناز ژرایس واقع شده‌است. کربونیتا ۱٬۴۵۴ کیلومتر مربع مساحت و ۹٬۴۱۴ نفر جمعیت دارد و ۷۵۱ متر بالاتر از سطح دریا واقع شده‌است.